# 이철희 장영자 어음 사기 사건
이철희 장영자 어음 사기 사건은 1982년 5월 4일, 사채시장의 '큰손'으로 불리던 장영자와 남편 이철희가 어음사기 혐의로 검찰에 구속되면서 일어난 대규모 어음 사기사건이다.
장영자는 국회의원과 국가안전기획부 차장을 지낸 이철희를 내세워 미모와 화려한 언변으로 고위층과 긴밀한 관계를 과시한 후 자금난을 겪고 있는 기업들에 자금지원 대가로 2배에서 최고 9배짜리 어음을 받아 이를 사채시장에 유통시키고 돈을 착복했다. 어음과 담보조로 받은 견질어음을 몽땅 시중에서 할인한 후 다시 굴리는 수법으로 6400억 원의 어음을 시중에 유통시켜 1400여 억 원을 사기로 취했다.
이 사건으로 인해 소위 ‘장영자 후폭풍’이라는 정계·경제계는 물론 사회 각 분야에 엄청난 파문이 몰아쳤는데, 특히 경제계에 엄청난 파문이 일었다. 장영자는 ‘경제는 유통이다’라는 유명한 말로 항변했지만 어음이 한 바퀴 돌았을 때 어음을 발행한 기업들이 부도를 내고 무너지기 시작했다. 이 사건으로 한국에서 처음으로 금융실명제 논의가 본격화되기 시작하였다. 검찰 수사 결과 이철희·장영자 뒤에는 장영자의 형부이자 전두환의 처삼촌인 이규광이 버티고 있었고, 이 사건으로 두 사람은 물론 은행장 2명과 공영토건, 일신제강 등 내로라하는 기업인 등 모두 32명이 구속됐다.
장영자·이철희는 모두 15년의 징역형을 선고받고 복역 중 이철희가 먼저 가석방된 뒤, 장영자는 복역 10년 만인 1992년 3월 역시 가석방으로 풀려났다.
그러나 장영자는 1994년 다시 100억 원대의 어음 사기사건으로 구속되어 복역하였고, 2001년 5월에도 220억 원대의 구권화폐 사기 행각을 벌인 혐의로 구속됨으로써 세 번째로 복역하게 되었다.

## 같이 보기
- 정홍원
- 나라종금 주가 조작 사건
- 신정아 게이트
- 진승현 게이트
- 최규선 게이트
- 홍인길 게이트
- 김현철 게이트
- 바다이야기 사건
- BBK 주가 조작 사건